# Erzsébet Osvát
Erzsébet Osvát, maďarsky Osvát Erzsébet nebo také ukrajinsky Ержебет Ошват (21. března 1913 Berehovo – 20. dubna 1991 Budapešť) byla maďarská spisovatelka a básnířka, zaměřená na literaturu pro děti a mládež.

## Život
Její rodiče (Janka Puneth, Kálmán Opman) byli učitelé v Berehově (maďarsky Beregszász). V roce 1933 vystudovala pedagogickou školu v Bratislavě. Poté vyučovala na základních školách v Četfalvě, Petrești (maďarsky Péterfalva) a ve Vyloku. Se svým manželem, spisovatelem, literárním překladatelem, historikem umění a knihovníkem Sándorem László se v roce 1942 přestěhovala do Užhorodu a v roce 1962 se svými dvěma dětmi do Budapešti. V padesátých letech 20. století začala psát básně pro mateřské školy a školáky. Její básně a příběhy byly vysílány v rádiu a v televizi.

## Dílo

### Poezie
- Csivi, csivi, megérkeztünk (Užhorod, 1959)
- Csipkebokor vendéget vár (Užhorod, 1962)
- Fogócska (1966)
- Rigófütty szól (1975)
- Tiktakoló (1981)
- Nyári felhők, csillagok (1984)
- Dúdoló - ilustrace: Füzesi Zsuzsa (1989)
- Mókás ábécé - ilustrace: Füzesi Zsuzsa (1991)
- Babaóvoda; TKK, Debrecín, 2003
- Osvát Erzsébet összes verse (Tóth Könyvkereskedés, 2004) ISBN 9635961669
- Állatkert; TKK, Debrecín, 2004
- Ribillió. Válogatott gyerekversek; Holnap, Bp., 2012

### Próza
- Kiskelep (1973)
- Az álruhás kisautó (1978)
- A kismanó sapkája (1982)
- A szerencsét hozó kiscsacsi (1986)
- Meglepetés; Móra, Bp., 1999 (Zsiráf könyvek)
- Mese, mese, móka; General Press, Bp., 2004